# Peripitoma
Peripitoma is een geslacht van weekdieren uit de klasse van de Gastropoda (slakken).

## Soort
- Peripitoma vitrea Laseron, 1958